# 雙堆集戰役
双堆集战役是第二次国共内战中中国人民解放军与中華民國國軍之间的一场战役，它是发生在中国华中地区的一场决定性战役，是淮海战役的一个组成部份。

## 双方的战略
碾莊戰役后，黄百韬司令官的第7兵团全军覆没。中国共产党中央革命军事委员会根据战场形势，几经磋商于1948年11月22日确定第二个歼击目标应是由蒙城地区向宿县孤军冒进的黄维第12兵团。淮海前线总前委决定以中原野战军7个纵队和华东野战军两个纵队，围歼黄维兵团于浍河南北地区；以华东野战军主力分别阻击徐州、蚌埠可能出援的国军，确保围歼黄维兵团之作战。
国军的计划是集中主力，歼灭中原野战军，以求打通徐州、蚌埠间的交通与通讯。国军最高统帅部下令徐州驻军邱清泉第2兵团，孙元良第16兵团，黄维第12兵团和李延年第6兵团会合由蒙城向宿县攻击前进。

## 战斗序列

### 國軍
- 中華民國国军12兵团
  - 第10军
  - 第14军
  - 第18军（欠第49师）
  - 第85军

### 解放军
- 中原野战军
  - 第1纵队
  - 第2纵队
  - 第3纵队
  - 第4纵队
  - 第6纵队
  - 第9纵队
  - 第11纵队

- 华东野战军
  - 第3纵队
  - 第7纵队
  - 第13纵队
  - 炮兵部队
  - 豫皖苏独立旅
  - 陕南12旅

## 最初的布阵
1948年11月22日夜，黃維令各軍軍長到南坪集兵團部，研商作戰方略。11月23日，国军第十二兵团以第十军在左，第十四军在右，第十八军居中，第八十五军跟进，向浍河南岸的南坪集猛烈攻击。中原野战军第4纵队进行阻击战，为诱敌深入，当日放弃南坪集阵地。11月24日上午，第十二兵团强渡浍河，前出至东坪集、任家集、七里桥、朱口地区，进入中原野战军预设袋形阵地内。黄维发觉被围，即令各部于下午向南收缩，准备沿浍河南岸向胡沟集、固镇方向前进，先同李延年兵团会合，然后沿津浦鐵路北进。同日始，徐州第二兵團、第十六兵團向南攻擊。11月24日黄昏，中原野战军兵分三路，全线出击。中原野战军第3纵队、第1纵队、第2纵队、第6纵队分别从孙町集、五沟集、白沙集、曹市集，由西向东突击；第11纵队从靳县集由东向西突击，第4纵队、第9纵队从伍家湖、邵瓦房由北向南突击。11月25日早晨，刘伯承指挥中原野战军将第十二兵团包围在宿县西南以双堆集为中心、纵横约7.5公里地区内。

## 企图突围
11月26日, 中华民国总统蒋介石下令黄维第十二兵团乘解放军包围不严，东南方兵力薄弱之机，全力突围。黄维依令以第十八军第十一师、第一一八师，第十军第十八师，第八十五军第一一〇师，在坦克、飞机支援下向中原野战军第6纵队和陕南军区第12旅阵地轮番攻击，均被击退。第八十五军第一一〇师师长廖运周少将向黄维建议集中主力突围目标太大，不如将4个师齐头并进改为梯次行动，如果第一一〇师先攻击得手，其他师即迅速跟进。黄维没想到，廖运周是中共地下党员，准备带领第一一〇师乘突围之机阵前倒戈。刘伯承、陈毅、邓小平批准廖运周倒戈，并规定倒戈部队行进通道和联络信号，指示第6纵队做好接应廖运周师和准备阻击黄维。
11月27日，廖运周率第一一〇师师部和两个团5,000人，在解放军炮火掩护下，经第6纵队让开的秘密通道，迅速向指定地区开进。黄维被骗以为第一一〇师突围成功，命令后续3个师沿第一一〇师路线突围，一进入当即遭第6纵队口袋阵夹攻痛击，折回双堆集。

## 重新部署
國軍第十二兵团突围失败后，黄维又遵照蒋介石指令固守待援，以第十八军守平谷堆、尖谷堆纵深防御；以第八十五军守腰周围、李庄地区，向西防御；以第十四军守张围子、杨四麻子地区，向东防御；以第十军守马围子至杨庄、李庄间，向北向南防御。兵团司令部设于双堆集以北之小马庄。针对黄维兵团依托村庄、地堡群固守，中原野战军采取“以地堡对地堡”，“以战壕对战壕”攻坚战法，进行近迫作业，工程浩大，紧缩包围圈，逐村攻击，攻占一村巩固一村。至12月初，第十二兵团防区进一步缩小，只有七八个团有机动突击力，粮弹两缺。

## 最终战局
12月1日，第十二兵團副司令官胡璉飛抵雙堆集。
12月6日16时30分，中原野战军全线发起攻击。由第4纵队、第9纵队、第11纵队附华东野战军特纵炮兵主力及豫皖苏军区独立旅编成东集团，由第1纵队、第3纵队和华东野战军第13纵队及炮兵一部编成西集团，由第6纵队和华东野战军第7纵队、陕南军区第12旅编成南集团，对当面之黄维兵团各军发起突击，战斗空前惨烈。
12月7日，胡璉乘小飛機至南京，催發救兵，如不能，就請求准予突圍。結果准予突圍，胡璉乃於12月9日飛返雙堆集。12月8日，第八十五軍第二十三師師長黃子華投共。解放軍挖掘交通壕，一條條伸到陣前。利用夜間調集兵力，縮小包圍。
至12月13日，将第十二兵团压缩在东西不过1.5公里狭长地域。刘伯承、陈毅发出《促黄维立即投降书》，黄维拒绝放下武器，并在胡琏协助下率领国民革命军第十八军拼死突围，中共淮海前线总前委再次调整部署，以华东野战军第3纵队、第13纵队加入南集团作战。
12月15日，第十二兵团第十軍、第十八軍陣地被突破，黃維和胡璉決定是日黃昏突圍。第十軍軍長覃道善領第七十五師、第一一四師向東衝，第十八師向東北衝，一同向南趨蚌埠。胡璉指揮第十八軍第十一師及戰車部隊向西衝，黃維和吳紹周各乘戰車。第十八军军长杨伯涛領第一一八師與第十八軍向西北衝，西向蒙城、蚌埠轉進。集合目的地為鳳臺縣。第十二兵团被全歼，黄维、吳紹周、覃道善、杨伯涛被俘。胡琏搭乘战车第一团第二营代营长、連長甘义三及副連長周名琴座车（这部战车为战二营突围指挥车，仅此车有突围路线地图及资料），進入車內之頃，背部中流彈，甘義三即為之急救裏傷。胡璉指示：「我們大膽向前開。」此時駕駛員有顧慮，胡璉對他說：「越野南下，我利用星斗方位，在車上保持方向。」胡璉大呼駕駛員不准停車。胡璉背部中了許多彈片，有一死兩傷。馳行一公里後，他就因油料耗盡，而下車步行南下。胡璉因受重傷而不良於行，由甘義三、周名琴二人扶持。第十八軍騎兵團前來接應，把胡璉送到蚌埠，轉往上海就醫動手术。胡璉臨行前對同車共難的官兵說：「我臨危受命，雖已竭盡心力，但未能挽回作戰的頹勢」。第十二兵团官兵8千人成功突围。手术后，蒋介石命令胡琏重建第十二兵团，并任兵团司令官。经过半年重整，第十二兵团遂在1949年古宁头战役中，发挥重大作用。

## 结果
中国人民解放军在双堆集战役取得的勝利进一步保障了中共在淮海战役已取的战果。国军损失包括兵团司令官黄维中将以下官兵4.6万余人，5万余人被俘，中原野战军缴获各种火炮870门、坦克15辆、汽车300余辆，及其他大批武器弹药等。人民解放军损失3.6万余人，其中中原野战军第4纵队损失最大，6,832人负伤，1,853人阵亡。
双堆集战役的勝利对解放军至关重要，黄维兵团的覆灭，使解放军在兵力对比上转为优势，并掌握了战役的主动权。黄维12兵团的覆灭事实上已决定了淮海战役的胜负。